# Hofdans
De hofdans of hoofse dans ontwikkelde zich geleidelijk als veredelde vorm uit de volksdans. 

## Vóór 1500
Vermoedelijk heeft de scheiding tussen volksdans en hofdans zich in de vroege middeleeuwen voltrokken. De volksdans werd aanvankelijk vooral gesprongen, de hoofse dans geschreden.
Tot de oudste hofdansen behoren de 'estampie', de 'saltarello' en de 'trotto'.  Vóór de 15de eeuw worden nog talrijke hofdansen vermeld, onder meer de 'cantilena', de 'ballade', de 'rondeau', de 'gofenanz', de 'ridewanz', de 'treialter'.
De 15e eeuw is de eeuw van de 'basse danse'. Daarnaast werden in de 15e eeuw als hoofse dansen beoefend: de reeds genoemde 'saltarello' (ook 'pas de Brabant' en in Italië vaak 'saltarello tedesco' genoemd) en de 'quaternia'. Door zijn sneller ritme werd de 'piva' slechts gedurende een korte periode als hoofse dans beoefend. 
In de 15e eeuw verschenen voor het eerst de dansmeesters aan de Italiaanse hoven. Zij ontwierpen balli van eigen vinding, zoals de hofdansen.

## Vanaf 1500
Onder invloed van de voortdurende wisselwerking tussen volksdans en hofdans, werden in de 16e eeuw nieuwe dansen beoefend. In de volksdans was reeds lang elke langzame dans (voordans) gekoppeld aan een snelle dans (nadans). Vanuit deze samenvoeging van de langzame voordans en de snelle nadans ontwikkelde de muzikale suite zich langzaam.
Tot de nieuwe hofdansen na 1500 behoorden:
- de pavane
- de courante
- de allemande in binaire maat
- de sarabande
- de gaillarde
- de branle
- de gavotte

De Franse 'volte' en de Duitse 'dreher' waren voorvormen van de latere wals.
In de tweede helft van de 17e eeuw begon de laatste bloeiperiode van de hofdans met:
- het menuet
- de passepied
- de bourrée
- Frankrijk importeerde een nieuwe allemande in driedelige maat, eigenlijk de genoemde dreher. Deze kende pas een bloeitijd in de 18e eeuw.

In de 18e eeuw werd verder de contradans als hofdans geïntroduceerd.